# Glyptoscapus cicatricosus
Glyptoscapus cicatricosus är en skalbaggsart som beskrevs av Aurivillius 1899. Glyptoscapus cicatricosus ingår i släktet Glyptoscapus och familjen långhorningar. Inga underarter finns listade i Catalogue of Life.